# José Luis Nole
José Luis Nole Palomino (Vichayal; 24 de marzo de 1974) es un político y conciliador peruano. Ejerció como alcalde de Santa Anita desde el 1 de enero de 2019 hasta el 31 de diciembre de 2022.

## Biografía
Nació el 24 de marzo de 1974, en el distrito de Vichayal en Paita, Piura. Concluyó sus estudios de conciliación en la Asociación Peruana de Ciencias Jurídicas y Conciliación (APECC). Ha postulado en varias ocasiones a la alcaldía del distrito de Santa Anita, siendo las más recientes en 2011, 2014 y 2018 con el Partido Popular Cristiano. Fue la última ocasión en la cual salió ganador.

### Alcaldía de Santa Anita
Fue elegido en las elecciones municipales del 2018 como alcalde del distrito de Santa Anita para el periodo 2019-2022, sucediendo a Leonor Chumbimune.
En octubre de 2020, fue detenido por liderar protestas junto a otros funcionarios y vecinos, en pleno toque de queda de la cuarentena, ante el inicio de las obras en el mercado Tierra Prometida, el terreno que serviría para albergar temporalmente a los comerciantes de La Parada. Posteriormente, Nole fue liberado y denunció abuso de autoridad y agresión física por parte de la PNP, y señaló que paralizará las obras, pues manifestó que no cuenta con licencia de construcción. Ante esto, Edson Tinoco, gerente general de Tierra Prometida, anunció que Nole será denunciado por desobediencia y abuso de autoridad porque el Poder Judicial les otorgó una medida cautelar para que el centro de abastos continúe funcionando.
En mayo de 2021, mediante un acuerdo de concejo, la municipalidad de Santa Anita declaró de interés distrital la implementación de una planta de oxígeno. Según Nole, con esta decisión su municipio podrá liderar la obtención de recursos presupuestales, asignación o donativos de privados, para obtener una planta de recarga de oxígeno que se instalaría en el policlínico, en coordinación con el Ministerio de Salud.
El Ministerio de Salud, con el apoyo del municipio distrital, continuó con la campaña de vacunación contra la COVID-19 para mayores de 80 años en Santa Anita, que se realizó en el estadio Los Chancas.

## Historial electoral

### Candidatura municipal
|  | 11.538 % |

|  | 13.207 % |

|  | 23.50 % |

|  | 25.98 % |

|  | 15,84 % |

|  | 17,05 % |